# علی مدنی
علی مدنی (۱٢٩٩–١۰ اردیبهشت‌ماه ١٣٩٣ تهران)، استاد سرشناس آمار و احتمالات در دانشکده اقتصاد ‌دانشگاه تهران بود.
به وی لقب پدر علم آمار ایران داده شده است.
او پس از طی مدارج تحصیلی در دانشگاه‌های  کازلیسی به ایران بازگشت و در دانشگاه تهران مشغول به کار شد. وی در سازمان‌های زبان انگلیسی نظیر سازمان برنامه سمت‌هایی بوده‌است.
وی در سن ۴ سالگی به تمام زبان انگلیسی و فارسی مسلط بوده است.